# Stella Carballo
Stella Maris Carballo (n. Buenos Aires, 1947) es una investigadora argentina en cuestiones climáticas, y agrometeorológicas.  Desarrolla actividades científicas y de extensión, como especialista senior, del Instituto de Clima y Agua del Instituto Nacional de Tecnología Agropecuaria (INTA), siendo además experta en las áreas de teledetección y sistemas de información geográfica (SIG), y en economía ecológica en el programa del PNUMA-FAO
En 1971, obtuvo su titulación de grado en Ciencias Económicas, en la Facultad de Ciencias Económicas de la UBA
Es una destacada divulgadora de las problemáticas del clima y de la agrometeorología en el Cono Sur Participa, desde el 9 de abril de 2011 de una audición de Radio Nacional Buenos Aires, como columnista en clima

## Trayectoria

### De investigación

#### INTA, CIRNCastelar
- Investigador del Instituto de Clima y Agua, CIRN-INTA

### Coordinaciones
- Del Proyecto INTA sobre “Mercado Climático y Agricultura Externa” (desde 2006)
- Del módulo 2 del Proyecto INTA “Fuentes de biomasa para la producción de bioenergía” (desde 2008)
- Del Área de Transferencia de Tecnología y Servicios Especiales del Instituto de Clima y Agua de INTA (desde 2004)
- Coordinadora Nacional del “Proyecto FAO WISDOM Argentina” sobre “Evaluación de Recursos Biomásicos en Argentina – Estimación de potencial para Bioenergía” (desde 2007)

## Algunas publicaciones
- s.l. Falasca, n. Flores, m.c. Lamas, s.m. Carballo, a. Anschau. 2010. "Crambe abyssinica: An almost unknown crop with a promissory future to produce biodiesel in Argentina". International Journal of hydrogen energy 35 : 5808–5812 resumen

- n.f. Marco, j.s. Colomer, r.a. Anschau, s.m. Carballo. 2010. "Analysis of the potential production and the development of bioenergy in the province of Mendoza-Bio-fuels and biomass-Using geographic information systems". International Journal of hydrogen energy 35 : 5766–5771 resumen

- gabriela Lalanne, victoria Corte, stella Carballo. 2002. Determinación de la aptitud productiva del establecimiento "La Espadaña" mediante el uso de imágenes satelitales. Revista de Ciencias Agrarias y Tecnología de los Alimentos 20 : 41-56 ISBN 978950440 en línea

- o. Dominguez, s.m. Carballo. 1983. Uso de la imagen satelitaria en el estudio de los procesos de anegamiento y/o inundación en grandes llanuras. En: Fuschini Mejía M C. (ed): Hidrología de las Grandes Llanuras. INTA. Actas Olavarría, pp. 1.089-1.136